# Kinderhuwelijk

Prinses Viktória de Bourbon de Parme en Prinses Mabel wonen in het Ministerie van Buitenlandse Zaken in Den Haag Lifting the Veil bij, een bijeenkomst over kinderhuwelijken.

Een kinderhuwelijk of kindhuwelijk is een huwelijk tussen twee minderjarigen of tussen een minderjarige en een meerderjarige.

## Soorten
Doorgaans zijn er twee versies te onderscheiden: de eerste, en tevens bekendste, is dat een kind (doorgaans van onder de vijftien) trouwt met een volwassene. In de praktijk is het vrijwel altijd een jong meisje dat trouwt met een man.
De tweede definitie is een vorm van uithuwelijking, waarbij de ouders van twee kinderen uit verschillende families een toekomstig huwelijk plannen. Het huwelijk zelf vindt pas plaats als beide kinderen op de voor het huwelijk gerechtvaardigde leeftijd zijn. De leeftijd waarop dit plaats kan vinden verschilt per land.
Wel komt het soms voor dat de kinderen al meteen na de uithuwelijking samen in het huis van de ouders van een van de kinderen gaan wonen. Bij een matrilokaal huwelijk gaat de bruidegom bij de ouders van de bruid wonen, en bij een patrilokaal huwelijk trekt de bruid bij de ouders van de bruidegom in.
Voor kinderen kan het traumatisch zijn zo jong al van de eigen ouders gescheiden te worden. Daarbij worden jonge meisjes vaak tot seks gedwongen op een leeftijd dat ze hier lichamelijk en geestelijk niet aan toe zijn. Bovendien wordt het schoonkind soms ook door de familie slecht behandeld en als huisslaaf ingezet. Daarbij kon het voorkomen dat de echtgenoten nadien door het Westermarck-effect geen seksuele belangstelling voor elkaar hadden.

## Achtergrond

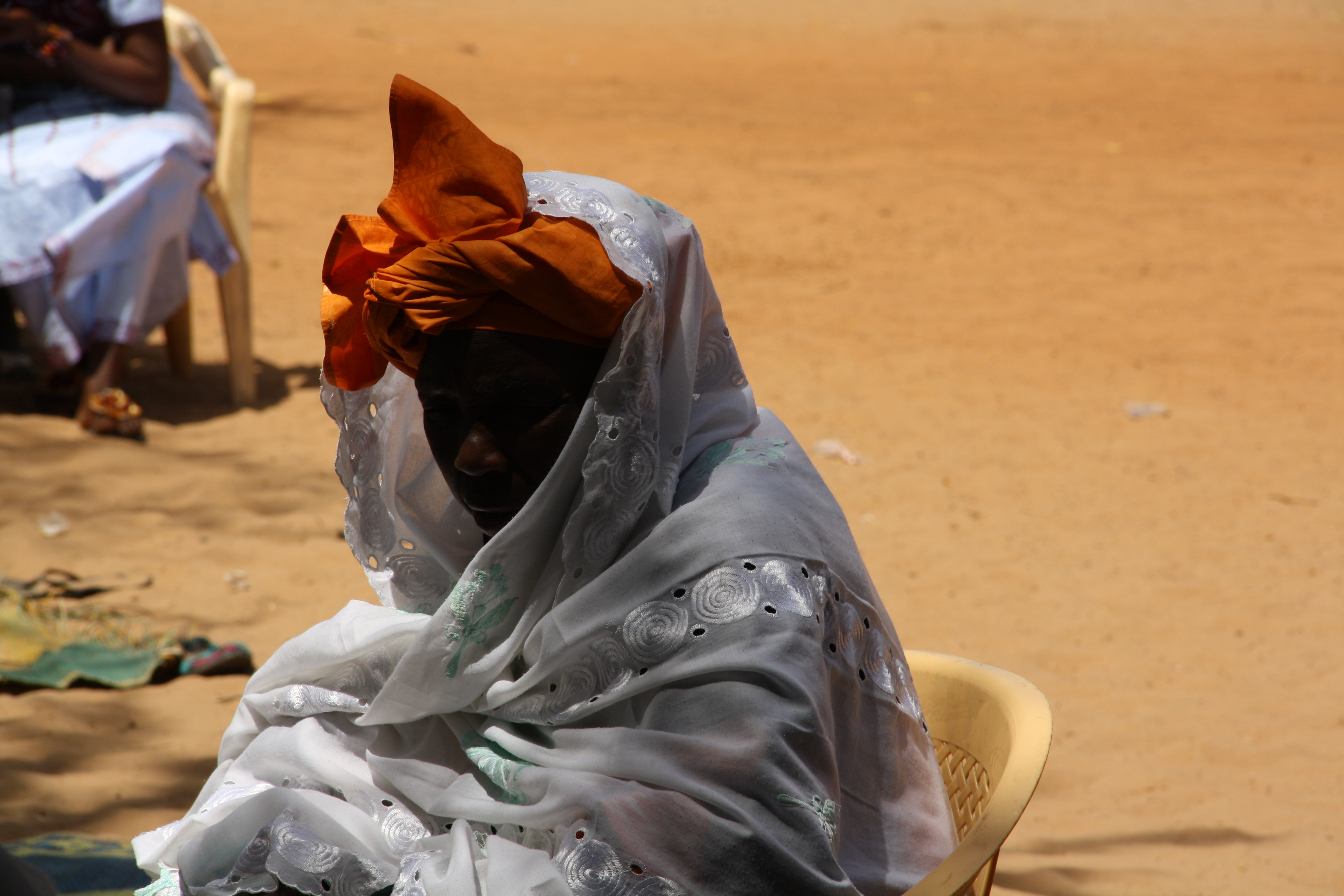
Op veertienjarige leeftijd door haar ouders uitgehuwelijkt aan een man die 41 jaar ouder was. Oureye werd als kind besneden en later aangeleerd hoe ze deze traditie van vrouwenbesnijdenis moest voortzetten. Ze is nu een pionier in de beweging die zich inzet om aan deze praktijken een einde te maken.

Een kinderhuwelijk is in veel culturen een normaal verschijnsel, maar neemt de laatste jaren steeds meer af. Dit komt mede door de toename van de naleving van mensenrechten, en dan met name de rechten van het kind. Vandaag de dag vindt het kinderhuwelijk vaak alleen nog plaats in derdewereldlanden, waar culturele tradities nog grotendeels in stand worden gehouden.
Een kinderhuwelijk kan verschillende doeleinden hebben. Een bekend motief is om politieke banden met een ander land te versterken. Dit kan als het kind van een staatshoofd wordt uitgehuwelijkt aan een ander staatshoofd. Een ander motief is om betere banden te krijgen met een familie die rijker is en meer aanzien heeft.

## Situatie wereldwijd

### Afrika
Hoewel veel Afrikaanse landen wetten hebben die stellen dat een huwelijk pas na het zestiende of achttiende levensjaar mag plaatsvinden, komen kinderhuwelijken nog wel voor. Vooral armoede, traditie en conflicten zorgen ervoor dat kinderhuwelijken worden gesloten.
Bij veel stammen betalen de mannen een bruidsschat aan de familie van het meisje om met haar te mogen trouwen. Naarmate een meisje ouder wordt, neemt de bruidsschat af. Derhalve laten arme mensen hun dochter vaak zo jong mogelijk trouwen.
In delen van Ethiopië en Nigeria trouwt vijftig procent van alle meisjes voor hun vijftiende verjaardag. Sommigen trouwen al op hun zevende.

#### Sierra Leone
Sinds juli 2024 verbiedt Sierra Leone kindhuwelijken. Overtreders riskeren een gevangenisstraf van maximaal 15 jaar of een boete van ongeveer $ 4.000, of beide. Getuigen van deze huwelijken riskeren ook een gevangenisstraf of een boete.

### Azië

#### China
In China kwamen voor 1949 zowel matrilokale als patrilokale kinderhuwelijken voor. Een van de kinderen trok bij de schoonouders in en wanneer beide kinderen de puberteit bereikten, trouwden ze.
De patrilokale vorm heette tongyangxi (童養媳; pinyin: tóngyǎngxí), ook wel aangeduid als Shim-pua-huwelijk in Taiwan (新婦仔; Pe̍h-ōe-jī: sin-pū-á of sim-pū-á). Het meisje was meestal wat ouder en van lagere status dan haar toekomstige bruidegom. Om deze reden werden deze meisjes vaak slecht behandeld en gedwongen zwaar werk voor de familie te verrichten.
De matrilokale vorm heette zhaozhui (招贅). Hierbij betrof het een jongen van meestal lagere status die bij zijn toekomstige bruid introk. Dit was vooral gebruikelijk in de Song-dynastie onder rijke niet-adellijke families.
In 1949 verbood de communistische regering van China kinderhuwelijken.

#### India
Kinderhuwelijken zijn illegaal in India sinds in 1929 een wet tegen dit gebruik van kracht werd. In deze wet wordt een kind gedefinieerd als een “man jonger dan 21, of een vrouw jonger dan achttien”. In de praktijk worden veel kinderhuwelijken echter genegeerd door de lokale autoriteiten.
Volgens het “National Plan of Action for Children 2005” (gepubliceerd door het Departement van Vrouwen en Kinderen van India) is de regering wel van plan het kinderhuwelijk geheel uit te bannen tegen 2010. Vanwege de grote populatie van India is het echter lastig alle kinderen in de gaten te houden.

#### Pakistan
Het kinderhuwelijk is ook in Pakistan sinds 1929 verboden, maar wordt in sommige regio’s nog wel uitgevoerd.

#### Bangladesh
In Bangladesh zijn de meeste vrouwen tussen de 25 en 29 al op hun vijftiende getrouwd. De overheid probeert het verschijnsel van kinderhuwelijken echter terug te dringen.

#### Afghanistan
In Afghanistan is de minimumleeftijd waarop een meisje mag trouwen zestien jaar, en vijftien jaar als de vader toestemming geeft.

### Midden-Oosten
In het Midden-Oosten komen kinderhuwelijken nog wel voor. Exacte data over de mate waarin het voorkomt ontbreken echter. In Iran kan een meisje trouwen als zij negen jaar oud is. Sommige pleitbezorgers van kinderhuwelijken verdedigen het verschijnsel op grond van religie. Zo wordt vaak als standpunt aangevoerd dat in de Koran niets staat over een minimumleeftijd om te mogen trouwen. Sterker nog, in soera De Verstoting vers 4 wordt gesproken over een wachtperiode van drie maanden voordat meisjes die nog niet hebben gemenstrueerd mogen hertrouwen. Volgens de Hadith trouwde Mohammed met Aïsja op zeer jonge leeftijd, namelijk toen ze zes of zeven was. Doordat Mohammed in het Midden-Oosten in hoog aanzien staat als profeet is het er moeilijk om het kindhuwelijk als problematisch te agenderen.

#### Irak
Op 17 december 2017 heeft het Iraakse parlement een wetsvoorstel waardoor kindhuwelijken zouden worden toegestaan vanaf negen jaar uiteindelijk toch verworpen. Het voorstel beoogde de shariawetgeving op dit punt weer in te voeren. De minimumleeftijd is in Irak nu vijftien jaar.

### Verenigde Staten
Hoewel het ministerie van Buitenlandse Zaken het kindhuwelijk beschouwt als een mensenrechtenschending, is het in de Verenigde Staten officieel geldig. Tussen 2000 en 2010 trouwden er bijna 250.000 kinderen. Wetten omtrent dit verschijnsel verschillen per staat. Wel is het zo dat kinderen van onder de achttien zowel ouderlijke toestemming als toestemming van de rechter moeten hebben alvorens te kunnen trouwen. Verschillende staten kennen geen absolute ondergrens, waardoor met toestemming van de ouders en van de rechter zelfs kleuters met elkaar zouden kunnen trouwen. De Fundamentalist Church of Jesus Christ of Latter Day Saints hanteert kinderhuwelijk als “spirituele” huwelijken. Dit gebeurt doorgaans zodra een meisje oud genoeg is om kinderen te kunnen krijgen.
In 2018 dienden de senatoren Lizbeth Benacquisto en Lauren Book een wetsvoorstel in om kindhuwelijken te beperken.

### Europa
In Europa is in veel landen de minimumleeftijd voor het huwelijk achttien jaar. Om gedwongen huwelijken tussen kinderen of een kind met een volwassene terug te dringen, heeft de Raad van Europa veel Europese regeringen opgeroepen deze minimumleeftijd te hanteren. Kinderhuwelijken zouden in Oost-Europese landen nog wel voorkomen.
Kinderhuwelijken zijn een gebruik bij (Ierse en Britse) Roma. Het kan voorkomen dat de bruid maar twaalf jaar is. Volgens veel meisjes in het televisieprogramma My Big Fat Gypsy Wedding is de meest gangbare leeftijd om te trouwen zestien jaar.

#### België
In het Belgisch burgerlijk recht dienen de aanstaande echtgenoten beiden achttien jaar oud te zijn om een burgerlijk huwelijk aan te gaan. Zij kunnen evenwel reeds op jongere leeftijd huwen, mits met toestemming van de rechtbank. Daarbij geldt er geen minimumleeftijd.
Het huwelijk van een minderjarige heeft van rechtswege zijn ontvoogding tot gevolg (art. 476). Dat betekent dat hij in beginsel het statuut krijgt van een meerderjarige.

#### Nederland
In Nederland is sinds 2015 de wet Tegengaan huwelijksdwang van kracht. Sindsdien dienen beide echtgenoten ten minste achttien jaar te zijn om te mogen trouwen en worden ook eerder in het buitenland gesloten kinderhuwelijken niet meer erkend. Uit onderzoek van de Universiteit Maastricht en het Verwey-Jonker Instituut bleek in 2016 dat in gesloten gemeenschappen in Nederland per jaar naar schatting 250 kinderhuwelijken worden gesloten. Defence for Children, Fier (het landelijk expertise- en behandelcentrum inzake geweld in afhankelijkheidsrelaties) en het Landelijk Knooppunt Huwelijksdwang en Achterlating vroegen daarom in december 2017 namens het netwerk Girls Not Brides bij de Tweede Kamercommissie voor Sociale Zaken en Werkgelegenheid aandacht voor kinderhuwelijken in Nederland en riepen op tot het maken van een nieuw actieplan. Het netwerk van Girls Not Bride kreeg voor haar inspanningen de Geuzenpenning 2018.

## Kinderweduwen
In landen waar kinderhuwelijken veelvuldig voorkomen en er tevens een hoog sterftecijfer is en sociale voorzieningen nagenoeg ontbreken, bestaat ook een daarmee samenhangende bijzondere vorm van humanitaire en sociale problematiek in de vorm van de kindweduwen: meisjes die op jonge leeftijd waren uitgehuwelijkt aan een man die daarna overleed en hen zonder verzorging achterliet.
Deze problematiek komt met name veelvuldig voor in Nepal, een van de landen waar kinderhuwelijken het meest voorkomen. Volgens de gegevens van Nepal's Demographic Health Survey in 2008 huwt meer dan 63 procent van de meisjes voor het achttiende jaar en zeven procent voor het tiende jaar. De meisjes die vroegtijdig weduwe worden, in Nepal bekalya genoemd, zijn aan allerlei regels, taboes en bijgeloof onderworpen. Daardoor vormen ze een gestigmatiseerde, gemarginaliseerde en gediscrimineerde bevolkingsgroep, ongeveer zoals de paria's. Zij zijn niet vrij om zich te verplaatsen en zich te kleden hoe zij willen. Omdat zij hun omgeving zogenaamd ongeluk zouden bezorgen, worden ze bij veel gelegenheden geweerd en mogen zij zelfs niet hertrouwen. Ook kunnen zij vaak zelfs het Nepalees staatsburgerschap niet verwerven, omdat dit dient te worden aangevraagd door de echtgenoot. Pas sinds betrekkelijk kort geniet deze groep ook de aandacht van activisten voor mensenrechten in Nepal.